# Kajal, Slovacia
Kajal este o comună slovacă, aflată în districtul Galanta din regiunea Trnava. Localitatea se află la altitudinea de 117 m deasupra n.m., se întinde pe o suprafață de 13,82 km2 și în 2017 număra 1.519 locuitori.

## Istoric
Localitatea Kajal este atestată documentar din 1297.

## Demografie
| An:                | 1994 | 2004   | 2014   | 2024   |
| ------------------ | ---- | ------ | ------ | ------ |
| Număr de persoane: | 1321 | 1451   | 1543   | 1549   |
| Diferență:         |      | +9,84% | +6,34% | +0,38% |

| An:                | 2023 | 2024   |
| ------------------ | ---- | ------ |
| Număr de persoane: | 1561 | 1549   |
| Diferență:         |      | −0,76% |